# 남희석의 사이다
《남희석의 사이다》는 남희석의 진행으로 SBS 러브FM에서 방송되었던 고민상담 라디오 프로그램이다. 2016년 3월 28일부터 2017년 3월 4일까지 1년간 폐지되었다.

## 방송되는 코너

### 매일 코너
- 짧은 상담

### 요일 코너 (긴 상담)
- 월요일 : 멘토의 날
- 화요일 : 아버지의 날
- 수요일 : 여성의 날
- 목요일 : 소아청소년의 날
- 금요일 : 직장인의 날
- 토요일 : 사생활의 날